# Rabak

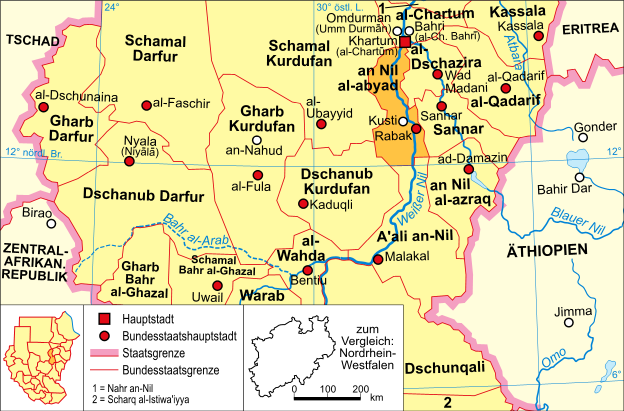
Rabak im Bundesstaat an-Nil al-abyad

Rabak (arabisch ربك Rabak) ist die Hauptstadt des sudanesischen Bundesstaates an-Nil al-abyad.

## Lage
Die Stadt liegt am östlichen Ufer des Weißen Nils in der Dschazira-Ebene, rund 260 km südlich von Khartum. Gegenüber der Stadt, auf der anderen Flussseite, befindet sich die Stadt Kusti.

## Bevölkerung
Rabak hat 192.136 Einwohner (Berechnung 2009).
Bevölkerungsentwicklung:
| Jahr              | Einwohner |
| ----------------- | --------- |
| 1973 (Zensus)     | 18.399    |
| 1983 (Zensus)     | 26.693    |
| 1993 (Zensus)     | 59.261    |
| 2009 (Berechnung) | 192.136   |

## Geschichte
Bei der Gebietsreform von 1994 wurde Rabak zur Hauptstadt des Bundesstaates an-Nil al-abyad.

## Wirtschaft
In der Stadt befindet sich eine Zement-Fabrik der staatlichen Nile Cement Company, deren Produktion im Jahr 2001 50.200 t und im Jahr 2002 41.000 t betrug. Sie wurde 1956 errichtet, um den Bau des Sannar-Damms zu ermöglichen, der rund 125 km entfernt liegt. Für die Fabrik werden die nahegelegenen Kalkvorkommen ausgebeutet.